# Agosta
Agosta es una localidad italiana de la provincia de Roma, región de Lacio, con 1.742 habitantes.

## Evolución demográfica
| Gráfica de evolución demográfica de Agosta entre 1861 y 2001 |
|                                                              |
| Fuente ISTAT - elaboración gráfica de Wikipedia              |